# Улица Отдыха (Екатеринбург)
Улица Отдыха — улица в Кировском районе Екатеринбурга, расположенная в жилом районе Шарташский, на окраине исторической местности села Шарташ. Возникла в 1762 году как Шарташская промысловая слобода, с XIX века приблизительно до конца 1930-х годов называлась Посадской улицей).
Современное название улицы связано с расположением улицы в рекреационной зоне Шарташского лесопарка и районе Шарташских дач на западном берегу озера Шарташ — одном из мест традиционного летнего отдыха горожан.

## Географическое расположение
Улица Отдыха начинается от улицы Кленовой (здесь же начиналась её старейшая часть), идёт на юго-юго-восток параллельно берегу озера Шарташ; в районе мыса Рундук поварачивает на юго-запад и далее по дуге через территорию Шарташского лесопарка огибает озеро Шарташ и завершается у железнодорожного переезда узкоколейной ветки завода Железобетонных изделий, переходя в улицу Большой Шарташский карьер (автомобильный проезд перекрыт), которая далее заканчивается примыканием к магистральной улице Высоцкого (жилой район Комсомольский).
Общая протяжённость улицы составляет около 3,5 километров. Нумерация домов идёт в направлении с севера на юг.

## История

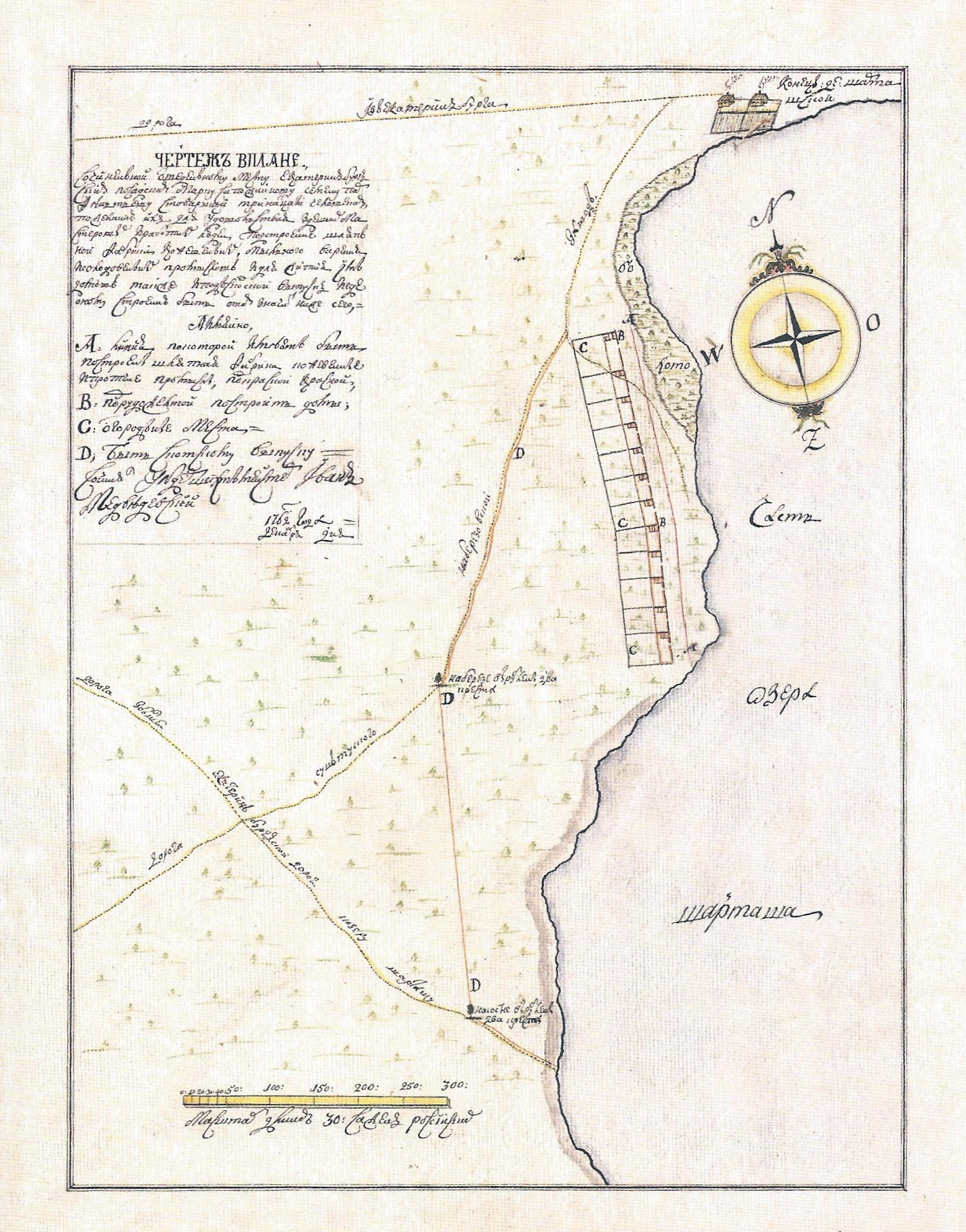
План Шарташской промысловой слободы 1762 года. В верху карты — Проезжая дорога из Екатеринбурга в Шарташ.

Летом 1762 года тринадцать представителей екатеринбургского купечества, в ответ на допуск шарташских крестьян на городской рынок, затребовали дозволения построить на западном берегу озера Шарташ в полуверсте от шарташской деревни так называемую «Шарташскую промысловую слободу» и вскоре же начали её строительство. Марко Сапожников (позднее некоторое время бывший богатейшим из екатеринбургских староверов) построил здесь шляпную мастерскую и кожевню, Семён Бармин — солодовню, Михайло Фёдоров — мыловарню, Семён Парфентьев и Сергей Ряхин — сыромятные заведения, остальные 8 купцов основали кожевенные и шорные заведения. Каждый из купцов обзавёлся домом и огородил себе персональную поскотину. Шарташская промысловая или, как её ещё называли, посадская слобода к 1780-м годам вместе с Шарташской деревней стала местом расположения самых важных салотопен в Екатеринбурге и его окрестностях, собственные салотопенные заводы здесь имел целый ряд купцов второй и третьей гильдии.
В 1832 году на правой стороне Посадской улицы (в самом её начале), вместо сгоревшей в том же году Свято-Троицкой старообрядческой часовни часовенного согласия на Болотной улице (современная Приисковая улица), в доме мещанина Антипы Шапошникова была устроена Свято-Троицкая старообрядческая часовня ).
В конце XIX — начале XX века на Посадской улице по обеим её сторонам был выстроен дачный посёлок, состоявших из нескольких дач, выполненных из дерева в архитектурном стиле модерна. Посёлок положил начало так называемым Шарташским дачам на западном и южном берегах озера Шарташ. Из всех построек посёлка до 2020-х годов сохранилась только одна двухэтажная дача (дом №14).
К 1929 году, благодаря интенсивному развитию инфраструктуры в 1920-е годы, на западном берегу Шарташа вдоль трассировки улицы Отдыха имелось 69 дач, находившихся в ведении Горкомхоза.
В административном подчинении Свердловского горисполкома улица оказалась после 28 августа 1928 года вместе со всей уличной сетью посёлка Шарташ и рабочего посёлка Берёзовский. В 1934 году вошла в состав новообразованного Кировского административного района города.
В 1960-х—1970-х годах в связи с постепенным сворачиванием деятельности Шарташского дома отдыха начался снос ветхих строений на улице.
К 1986 году деятельность Шарташского дома отдыха была полностью прекращена, 3 оставшихся жилых строения переданы для учреждений, которые обслуживают зону отдыха.
В 2019—2021 годах, в ходе реконструкции Шарташского лесопарка улица Отдыха была реконструирована: было заменено покрытие проезжей части, оборудованы тротуары, а также на большей части своего протяжения (около 2,8 км) улица получила обустроенную велопешеходную дорожку шириной 3 м.

## Примечательные объекты и памятники истории

### По нечётной стороне
- № 1в (несохранившееся) — «Свято-Троицкая часовня» старообрядцев часовенного согласия". (56°52′10″ с. ш. 60°41′13″ в. д.HGЯO)

После того, как в апреле 1832 года году сгорела Свято-Троицкая часовня старообрядцев часовенного согласия на Болотной улице, мещанин Антипа Шапошников устроил в своём доме часовню с престолом. В 1835 году по предложению пермского архиепископа Аркадия, обратившегося по поводу часовни к главному начальнику Горных заводов Уральского хребта, старообрядческая часовня была закрыта. Последовавшие далее прошения старообрядцев о восстановлении часовни остались без удовлетворения. В 1852 году часовню передали единоверческой церкви.
21 января 1918 года по решению заседания Совета Крестьянских, Солдатских и Рабочих депутатов часовня была возвращена старообрядцам и после освящения стала именоваться Свято-Троицкой. В 1920-е годы её настоятелем был Гавриил Дмитриевич Шляпников. В 1931 году часовню закрыли по решению советских властей.
- № 9 — здание бывшей конторы Шарташского Дома отдыха (56°52′06″ с. ш. 60°41′15″ в. д.HGЯO)
- № 53 — здание базы отдыха Шарташ (56°51′46″ с. ш. 60°41′19″ в. д.HGЯO); ранее на этом месте была построена трёхэтажная деревянная «Симановская дача», сгоревшая в 1995 году.

Типичные представители деревянной жилой застройки в начале улицы.

### По чётной стороне
- № 8 — Гостиница «Эрмитаж» (56°52′01″ с. ш. 60°41′19″ в. д.HGЯO)
- № 14 — Дача управления садово-паркового хозяйства (56°51′54″ с. ш. 60°41′25″ в. д.HGЯO)
- № 82 — Дачи Уральского отделения Российской академии наук (56°51′40″ с. ш. 60°41′01″ в. д.HGЯO)

## Инфраструктура
Отдыха является улицей местного значения. Движения общественного транспорта по ней не осуществляется. Дальнейшей реконструкции не запланировано.

## Комментарии
1. ↑  Скорее всего переименование улицы было выполнено одновременно с переименованием верх-исетской улицы Отдыха в улицу Кирова в 1939 году[3], в том же 1939 году шарташская улица Отдыха уже присутствует под новым названием на плане города издания Свердловского горисполкома.
2. ↑  См. Карта развития транспортной инфраструктуры. Генеральный план Городского округа – муниципального образования «Город Екатеринбург» на период до 2025 года в редакции от 30 декабря 2021 года.